# Zastosowanie galu w terapii nowotworowej
Zastosowanie galu w terapii nowotworowej – wykorzystanie niektórych związków galu w leczeniu nowotworów, takich jak chłoniak czy rak pęcherza moczowego. Gal jest drugim najczęściej stosowanym po platynie metalem w terapii nowotworów.

## Mechanizm działania
Mechanizm przeciwnowotworowego działania związków galu polega na zaburzeniu metabolizmu żelaza. Jony Ga3+
 i Fe3+
 wykazują duże podobieństwo, przede wszystkim pod względem promienia jonowego (oktaedryczny promień jonowy Ga3+
 wynosi 0,62 Å przy 0,645 Å dla jonu Fe3+
, tetraedryczy – odpowiednio dla Ga3+
 i Fe3+
 – 0,47 i 0,49 Å). Mają zbliżone wartości potencjału jonizacji oraz powinowactwa elektronowego. Z tego powodu jony Ga3+
 mogą zastępować jony żelaza w enzymach, jednak w przeciwieństwie do jonów żelaza, jony galu nie mogą zmieniać stopnia utlenienia w warunkach fizjologicznych, co zaburza działanie enzymów.
W organizmie człowieka jony żelaza wchłaniane są w przewodzie pokarmowym, a następnie łączą się z transferryną, która jest białkiem transportującym jony żelaza w organizmie. Białko to łączy się z receptorami TfR1 oraz TfR2 występującymi na powierzchni komórek, a następnie ulega endocytozie razem z przyłączonym jonem żelaza. Żelazo wewnątrz komórki może zostać zużyte na potrzeby metabolizmu lub zmagazynowane poprzez połączenie z ferrytyną. Nadmiar żelaza może natomiast być wyeksportowany na zewnątrz komórki poprzez ferroprotynę. W zależności od aktualnego zapotrzebowania na żelazo, komórka może wytworzyć więcej receptorów transferryny, aby zwiększyć wchłanianie tego jonu lub zwiększyć syntezę hepcydyny, która łącząc się z ferroprotyną, dezaktywuje ją i tym samym ogranicza eksport jonów żelaza na zewnątrz. Ze względu na podobieństwo trójwartościowych jonów galu i żelaza, transferryna może wiązać także jony galu, które następnie zostaną wchłonięte przez komórki tworzące receptory transferryny na swojej powierzchni. Następnie wchłonięte jony galu mogą zaburzać pracę komórki poprzez:
Zaburzenie syntezy DNA
Przyłączanie jonów galu do transferryny zmniejsza ilość żelaza dostępną komórkom, co ogranicza możliwość syntezy aktywnej formy reduktazy rybonukleotydowej – enzymu katalizującego etap redukcji rybonukleotydów do deoksyrybonukleotydów. Ponadto jony galu łączą się z cytydynodifosforanem (CDP) oraz adenozynodifosforanem (ADP), będącymi substratami w tym procesie. CDP-Ga oraz ADP-Ga konkurują następnie z niezmodyfikowanymi substratami o centrum aktywne enzymu, co dodatkowo zaburza syntezę DNA.
Zaburzenie aktywności enzymów
Jony galu zaburzają szereg enzymów, m.in. wspomnianej wyżej reduktazy rybonukleotydowej, ale także syntazy tlenku azotu, odpowiedzialnej za syntezę tlenku azotu z L-Argininy, polimerazy DNA, katalizującej syntezę DNA, ATPazy, hydrolizujące ATP w celu uzyskania energii, oraz fosfataz tyrozynowych, które z kolei odpowiadają za usunięcie grup fosforanowych z reszt tyrozynowych w białkach.
Zaburzenie pracy mitochondriów
Dokładny mechanizm wpływający na zaburzenie pracy mitochondriów nie jest w pełni zbadany, lecz wydaje się, że jony galu mogą wywoływać wypływ jonów wapnia z mitochondriów, co jest wczesnym etapem procesu apoptozy. Jony galu zwiększają także stężenie reaktywnych form tlenu, indukując stres oksydacyjny.
Zaburzenie syntezy białek
Terapia związkami galu wpływa także na syntezę białek, w tym hemoglobiny. Gal nie może zostać wbudowany w strukturę hemoglobiny zamiast żelaza, ze względu na to, że żelazo w hemoglobinie występuje na drugim, a nie trzecim stopniu utlenienia (gal, podobnie jak inne pierwiastki z grupy borowców, może przyjmować jedynie I lub III stopień utlenienia). Jednakże poprzez zmniejszanie ogólnej puli żelaza w organizmie, podaż jonów galu może zmniejszać ilość hemoglobiny. Jony galu zmniejszają także ilość osteokalcyny, która odpowiada za regulację mineralizacji kości.
Komórki nowotworowe cechują się wysokim zapotrzebowaniem na składniki odżywcze, niezbędne do ich niekontrolowanego wzrostu. Żelazo jest jednym z kluczowych elementów dla proliferacji komórek, co sprawia, że na powierzchni komórek nowotworów wytwarzane jest więcej receptorów transferryny niż na powierzchni komórek zdrowych. To z kolei sprawia, że jony galu koncentrują się w obrębie tkanki nowotworowej. Ze względu na fakt, że komórki wchłaniają zaburzające ich pracę jony galu, nie odróżniając ich od jonów żelaza, mechanizm działania związków galu określa się mianem „konia trojańskiego”.

## Związki galu wykorzystywane w terapii nowotworów

Wzór strukturalny maltolanu galu

Związki galu wykorzystywane w terapii nowotworów, to przede wszystkim:
- Sole:

- Azotan galu, Ga(NO
3)
3 – jeden z najlepiej przebadanych związków galu. Stosowany w leczeniu raka pęcherza moczowego oraz chłoniaka nieziarnicznego. Stosowany dożylnie w postaci ciągłych, kilkudniowych wlewów. Podany doustnie wykazuje bardzo niską biokompatybilność. Zmniejsza poziom wapnia we krwi. Jednym z najpoważniejszych skutków ubocznych jego stosowania jest jego nefrotoksyczność.

- Związki kompleksowe:

- Maltolan galu – ligandy maltolu działają jako uwalniacze jonów galu, co pozwoliło uzyskać zwiększoną biokompatybilność tego związku w podaniu doustnym. Co więcej, wykazano aktywność maltolanu galu nawet wobec komórek opornych na działanie azotanu galu.
- Tris(8-chinolinolano)gal(III) (KP46) – wykazuje się dużą stabilnością termodynamiczną. Również działa jako powolny uwalniacz jonów galu. Wykazuje synergiczny efekt z cisplatyną.